# Імсоваць
45°36′ пн. ш. 17°03′ сх. д. / 45.60° пн. ш. 17.05° сх. д.
Імсоваць (хорв. Imsovac) — населений пункт у Хорватії, у Б'єловарсько-Білогорській жупанії у складі громади Кончаниця.

## Населення
Населення за даними перепису 2011 року становило 200 осіб.
Динаміка чисельності населення поселення: